# 656 Бигл
656 Бигл (енгл. Beagle) је астероид главног астероидног појаса. Приближан пречник астероида је 53,17 ,
а средња удаљеност астероида од Сунца износи 3,149 астрономских јединица (АЈ).
Инклинација (нагиб) орбите у односу на раван еклиптике је ,514 степени, а орбитални период износи 2041,169 дана (5,588 година). Ексцентрицитет орбите астероида износи 0,135.
Апсолутна магнитуда астероида износи 10,00 а геометријски албедо 0,062.
Астероид је откривен 22. јануара 1908. године.